# Перегруппировка Бекмана
Перегруппировка Бекмана — это химическая реакция превращения оксимов в амиды под действием кислотных дегидратирующих агентов, таких как H2SO4, олеум и др. Открыта в 1886 году немецким химиком Э. О. Бекманом

## Варианты и синтетическое применение
Перегруппировка стереоспецифична — к азоту мигрирует радикал, находящийся в транс-положении к гидроксилу:
RR1C=NOH {\displaystyle \to } RCONHR1
Перегруппировка Бекмана циклогексаноноксима является промышленным методом синтеза капролактама — мономера капрона (найлона-6):
Перегруппировку Бекмана также претерпевают O-замещённые кетоксимы (сложные эфиры оксимов, перегруппировка Бекмана-Чепмена):
RR1CH=NOR2 {\displaystyle \to } RCONR1R2
Перегруппировка Бекмана может проходить и под действием P2S5, выступающего в роли и катализатора перегруппировки, и тионирующего агента, продуктом реакции в этом случае являются тиоамиды. Так, бензальдоксим в этих условиях образует тиобензамид:
PhC=NOH + P2S5 {\displaystyle \to } PhCSNH2 ,
бензофеноноксим перегруппировывается в тиобензанилид:
(Ph)2C=NOH + P2S5 PhCSNHPh